# スレンバン

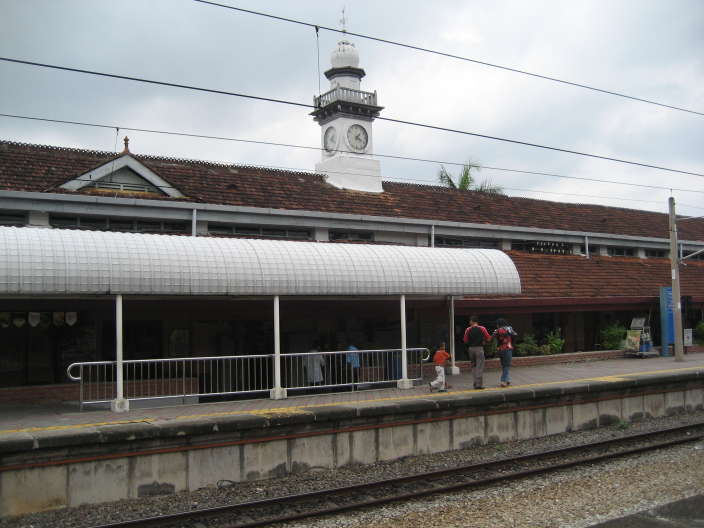
スレンバン駅

スルンバン (マレー語: Seremban)は、マレーシアのヌグリ・スンビラン州の州都である。ローマ字につられ、スレンバンとカタカナ化されることもある。

## 地理
リゾート地のポート・ディクソンから近く、マラッカ海峡の海岸まで約30Kmの場所に位置する。リンギ川渓谷内にあり、山がちの地形であり、地質はラテライトである。ゴムの木やパーム椰子の栽培に適した地質である。

## 歴史
スルンバンは近郊で錫が発見された1870年代に発展した。この時期にマレー系や中国系の移民が多く移り住んだ。付近に住んでいた農民たちも、錫産業に従事するようになった。

## 交通

### 鉄道
- スルンバン駅 - マレー鉄道ウエスト・コースト線
  - KTMインターシティ
  - KTMコミューター ラワン～スルンバン路線

クアラルンプールと結ばれている。クアラルンプール・セントラル駅から約100分程。

### バス
- 市の中心部に高速バスターミナルTerminal Oneがある。

クアラルンプール、クアラルンプール国際空港、ポート・ディクソン行きのバスなどが発着する。

### 車
- クアラルンプール中心部から約45分程。

## ゆかりの人物
- シティ・ノルディアナ - 歌手、俳優。

## 姉妹都市
- 東莞市、中国
- バンドン、インドネシア
- ブキティンギ、インドネシア
- パダン、インドネシア